# Svetogorsk
Svetogorsk (Russisch: Светогорск; Fins: Enso) is een Russische stad in de oblast Leningrad, onderdeel van rayon Vyborg. Het heeft rond de 15.500 inwoners.
Svetogorsk ligt aan de rivier Vuoksi, op slechts een kilometer van de grens met Finland, zeven kilometer van Imatra en iets meer dan 200 kilometer ten noordwesten van Sint-Petersburg.
De stad werd in 1887 als Enso gesticht en maakte tot 1940 deel uit van Finland. Na de voor de Finnen verloren Vervolgoorlog kwam de stad op het grondgebied van de Sovjet-Unie te liggen. Het verdrag van Moskou werd door de Sovjets zodanig gedicteerd dat de fabriek binnen de grenzen van de Sovjet-Unie kwam te liggen (op de kaart is dit goed te zien). Na de oorlog immigreerden veel mensen (gedwongen) uit Oekraïne, Wit-Rusland en andere delen van de Sovjet-Unie naar de stad. Zodoende werd de stad ontdaan van al te veel Finse invloed en cultuur. In 1948 veranderden de Sovjets de plaatsnaam in Svetogorsk.
Svetogorsk is sinds 1923 een industriestad. In dat jaar vestigde Enso-Gutzeit, een van de grootste papierfabrieken, zich in de stad (de huidige naam van het bedrijf is Stora Enso). Enso was een belangrijke en middelgrote industriestad aan het worden totdat de Winteroorlog roet in het eten gooide. Op dit moment is het bedrijf OAO Svetogorsk een van de grootste papierfabrieken ter wereld. Er wordt printpapier, celstof en karton geproduceerd. Er werken ongeveer 3.000 mensen. Een andere belangrijke werkgever is het Zweedse SCA, dat toiletrollen en papieren handdoekjes maakt. Ook herbergt de stad een waterkrachtcentrale.
De grensovergang tussen Imatra en Svetogorsk is in meerdere opzichten belangrijk, ten eerste voor het transport van hout. Ten tweede is er veel woon-werkverkeer tussen beide landen. Ook vindt er iets van een culturele uitwisseling plaats; zo kunnen bijvoorbeeld Russische kinderen in Svetogorsk Finse les krijgen.

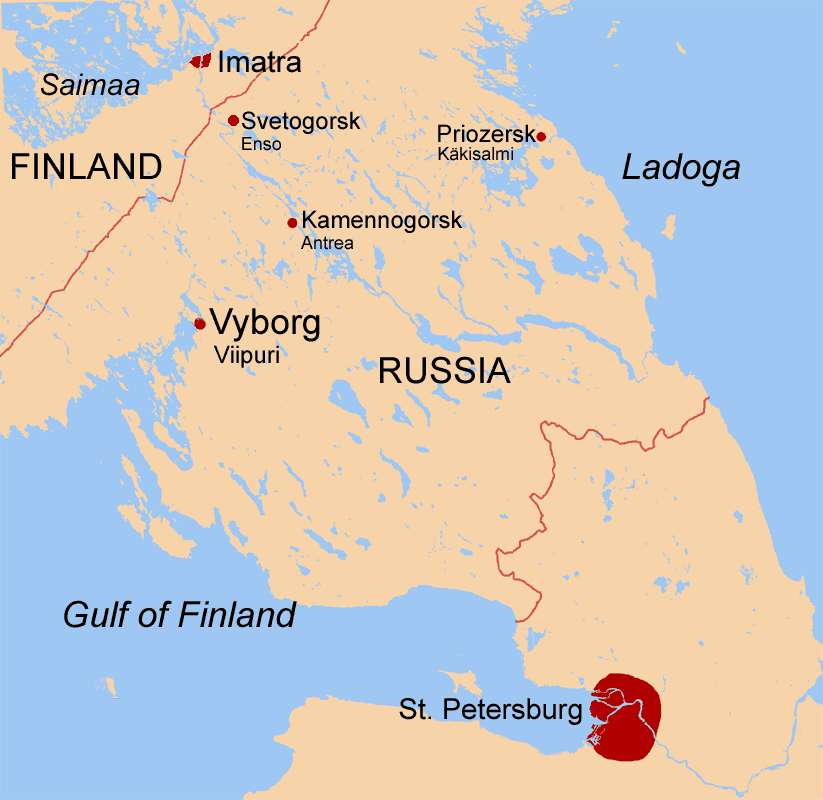
Positie van Svetogorsk
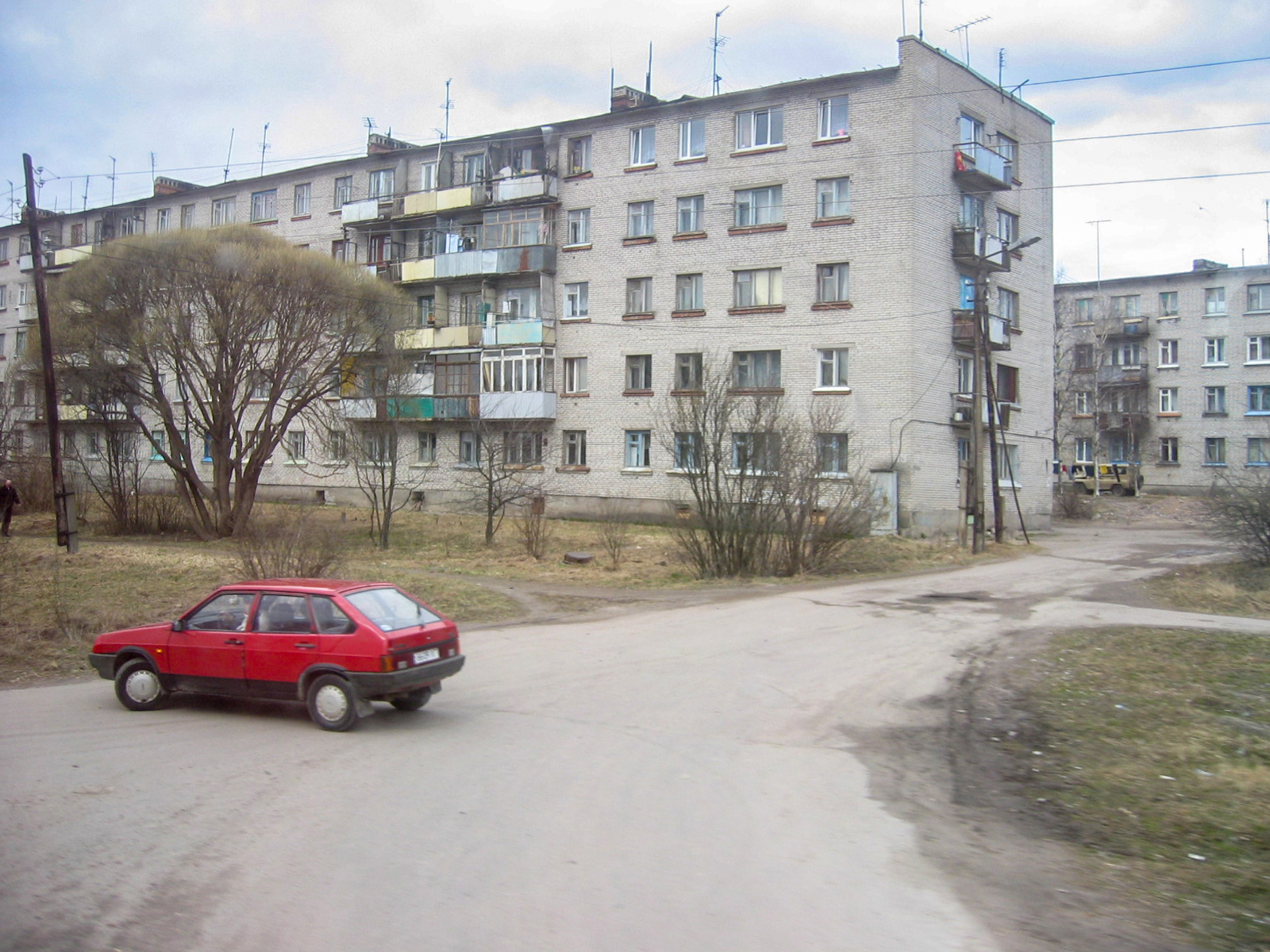
Sovjet-woonblok in Svetogorsk

Bestuurlijk centrum: Sint-Petersburg (geen onderdeel van de oblast)

Steden: Boksitogorsk · Gatsjina · Ivangorod · Kamennogorsk · Kingisepp · Kirisji · Kirovsk · Kommoenar · Ljoeban · Lodejnoje Pole · Loega · Nikolskoje · Novaja Ladoga · Otradnoje · Pikaljovo · Podporozje · Primorsk · Priozersk · Sertolovo · Sjasstroj · Sjlisselburg · Slantsy · Sosnovy Bor · Svetogorsk · Tichvin · Tosno · Volchov · Volosovo · Vsevolozjsk · Vyborg · Vysotsk

Stedelijke districten: Sosnovy Bor

Gemeentelijke districten: Boksitogorski · Gatsjinski · Kingiseppski · Kirisjski · Kirovski · Lodejnopolski · Loezjski · Lomonosovski · Podporozjski · Priozerski · Slantsevski · Tichvinski · Tosnenski · Volchovski · Volosovski · Vsevolozjski · Vyborgski